# كيرن فوران
كيرن فوران (بالإنجليزية: Kieran Foran)‏ هو لاعب دوري الرغبي نيوزيلندي، ولد في 13 يوليو 1990 في أوكلاند في نيوزيلندا.

## روابط خارجية
- كيرن فوران على موقع ItsRugby.co.uk (الإنجليزية)